# Tachibana Akemi

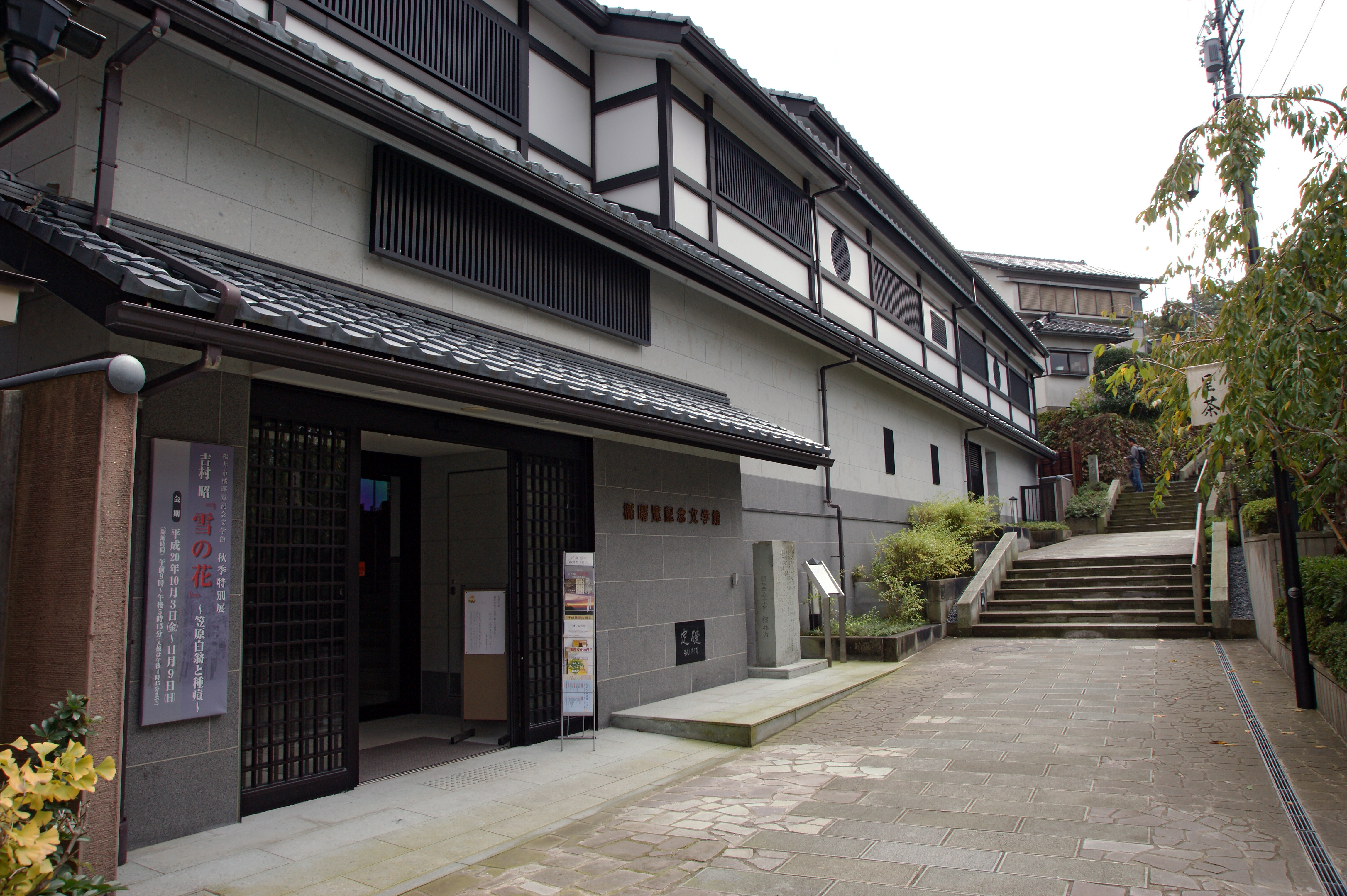
Musée Tachibana Akemi à Fukui.

Tachibana Akemi est un nom japonais traditionnel ; le nom de famille (ou le nom d'école), Tachibana, précède donc le prénom (ou le nom d'artiste).
Tachibana Akemi (橘 曙覧), 1812 – 13 octobre 1868, est un érudit classique et poète japonais.

## Biographie
Tachibana naît à Echizen (de nos jours dans la préfecture de Fukui). Ses parents meurent quand il est enfant. Il étudie un certain temps pour devenir prêtre Nichiren mais abandonne ces études et envisage d'autres chemins de carrière. Il retourne dans sa ville natale d'Echizen. Après la naissance de son premier fils en 1846, il confie l'entreprise familiale à son demi-frère et devient un reclus, consacrant son temps à l'étude et à la composition de wakas.
Tachibana rompt avec la tradition en écrivant des poèmes sur tout ce qui arrête son regard, y compris les petites choses des ménages, l'activité industrielle et même le nationalisme, plutôt que de se limiter à des scènes de la nature et des thèmes romantiques. Il vit dans une pauvreté volontaire mais cet environnement lui inspire « certains de ses poèmes les plus attachants, ceux décrivant les petits plaisirs de la vie d'un pauvre lettré ».
De son vivant la poésie de Tachibana n'est connue que dans la région dEchizen, mais en 1899, un article de presse de Masaoka Shiki attire l'attention nationale sur son œuvre.

## Œuvres
- Dokurakugin (独楽吟 « Poésie pour mon paisir »), recueil de 52 poèmes.

## Source de la traduction
- (en) Cet article est partiellement ou en totalité issu de l’article de Wikipédia en anglais intitulé « Tachibana Akemi » (voir la liste des auteurs).
- Notices d'autorité :   - VIAF
  - ISNI
  - IdRef
  - LCCN
  - Japon
  - CiNii
  - Pays-Bas
  - WorldCat